# 펜텔
펜텔(일본어: ぺんてる 펜테루[*], 영어: Pentel)은 일본에 설립된 필기류 회사이다. 창사 당시의 회사명은 '대일본 문구 주식회사'(The Japan Stationery Co., Ltd.)였고, 펜텔은 자사의 오일 파스텔의 상표로 '페인팅(Painting)'과 '파스텔(Pastel)'의 합성어였으나, 후에 1971년 영어로 펜(Pen)과 '전하다'라는 의미를 가진 텔(Tell)의 합성어란 의미를 붙여 지금의 회사명인 '펜텔'로 변경하였다.

## 역사
1911년 호리에 도시사다(堀江利定)가 문구 도매상을 차린 것이 시초이며, 당시만 해도 붓, 먹, 벼루같은 서예용품을 팔았다.
1946년 호리에 유키오가 가업을 물려받은 뒤 사명을 대일본 문구 주식회사로 바꾸었고, 크레용과 펜 등 서양식 필기구를 제조·판매하는 사업에 진출하면서 우리가 아는 펜텔의 역사가 시작되었다. 1971년부터 펜텔이라는 상호를 사용하기 시작했으며, 이것은 펜(Pen)과 '전하다'라는 의미를 가진 텔(tell)의 합성어라고 소개하나 사실 펜텔이라는 말을 처음 사용하게 된 것은 자사의 오일 파스텔의 품명으로, '페인팅(Painting)'과 '파스텔(pastel)'의 합성어였기 때문이다.
전체적으로 원래 제도용 필기구를 만들던 회사이니 만큼 상당히 비싼 가격대의 필기구를 생산했지만 90년대 CAD의 등장으로 제도 시장 자체가 완전히 몰락한 이후 점차 라인업을 감축시키면서 저가 라인업을 내놓기 시작했다. 이 시기가 제도 시장 뿐만 아니라 전체적으로 필기구 시장 자체가 감소하면서 대부분의 회사에서 생산목록 자체를 줄이기 시작하던 때라 스테들러, 로트링 등 제도로 유명했던 회사들과 다른 일본 필기구 회사에서도 적어도 하나 정도는 생산하던 제도 샤프도 전부 자취를 감추었다. 하지만 펜텔은 저런 회사들에 비하면 상당히 늦게 단종시킨 편이다. 덕분에 수요도 많고 공급도 다른 샤프들에 비하면 비교적 많은 편이다. 그러나 인기있는 제품들은 시세가 정가에 비해 몇 배는 뛰었기 때문에 실 사용으로는 비교적 적합하지 않다.
하지만 한번 사놓으면 고장날 일이 거의 없을 정도로 강력한 내구도를 자랑한다. 특히 PG*, P20* 등이 유명하다. 그밖에 팬시 제품에도 에르고노믹스, 에르고노믹스 윙그립, Slicci등이 있다.
샤프나 볼펜 외에도 수정테이프 같은 여러 학용품을 골고루 만든다. 역시 품질은 굉장히 좋지만 고가이다.
지난 반세기동안 최강의 필기구 기업이었으나, 팬시 시장에 대한 대비를 못 해 두어 2005년부터 2019년까지 적자난을 겪고 있다. 고급 제도 제품을 고집해 오던 펜텔이 점점 팬시 제품을 내놓고 있는 것도 이 때문이다. 결국 거의 모든 고급 제도 샤프를 단종시키고 있다. 쿠루토가의 대항마로 오렌즈를 출시했을 때 인기를 끌어서 생산량이 주문량을 못 따라갔지만 돈이 없어서 생산라인을 증축하지 못할 정도로 적자난을 겪고 있다. 이와 비슷하게 오렌즈 네로도 이런 상황에 처해 있다.
우리나라에는 아직까지 인기가 있지만 일본에서는 이제는 판매량이 별로 높지 않다. 특히 쿠루토가가 펜텔을 판매량 1위에서 밀어뜨린 것에 영향을 크게 미쳤다. 2014년에도 일본의 오래 된 문구점에 가면 2003년에 단종된 메카니카를 볼 수도 있다는 소문이 있는데, 그만큼 펜텔의 제품이 일반인들의 눈길을 끌지 못한다는 증거이다.
지난 반세기에는 혁신의 대명사로 통하며 펜텔은 전성기를 맞이하였다. 세계 최초로 0.3 샤프 및 샤프심을 생산했으며 이전의 트위스트 방식을 펜텔이 바꾸어 노크식 샤프를 내놓았다. 그래프 펜슬 시리즈에서 볼 수 있는 노크실종방지캡도 펜텔이 개발한 것이며, 듀얼그립도 펜텔이 최초이다.

## 제품
펜텔은 재활용 플라스틱으로 만든 제품에 리사이콜로지 마크를 붙인다.

### 제도 샤프
아래에서 *는 심경을 나타낸다.
- PG* (0.3mm는 PMG라는 명칭을 쓴다.)
- P20*
- 메카니카: 0.3, 0.5 (1968년 출시, 2003년 단종)
- PG1505
- PG1804
- PG2003
- Q1005: 스매쉬
- PG100*: 그래프1000
- PG101*: 그래프기어1000
- PP100* : 오렌즈1000 (오렌즈네로 X)
- PP50* : 오렌즈500

### 수정용품
- 하이폴리머 아인 지우개
- 수정액

### 샤프심
- 아인슈타인 샤프심(Ain Stein)
- 슈퍼 하이폴리머 샤프심